# ローラ・カリモヴァ
ローラ・カリモヴァ＝チラエヴァ（ウズベク語: Лола Каримова-Тилляева, 英語: Lola Karimova-Tillyaeva, 1978年7月3日 - ）は、ウズベキスタンの実業家。イスラム・カリモフ大統領の次女。

## 経歴
世界経済外交大学で国際法を学び、学士号・修士号を取得。卒業後にはウズベキスタン国立大学で心理学を専攻し、博士号を取得した。
2006年10月、モスクワ大学タシケント分校科学部副部長。
2008年1月、駐ユネスコ常任代表（パリ）。2009年4月、慈善財団「ウズベキスタン-2020」を設立。
2013年7月、ビバリーヒルズに家を購入したことが報じられた。

## 慈善活動
孤児と障害児への2つの慈善団体の活動に参加している。2002年、児童と孤児の権利を擁護するNGO「セン・エルギズ・エマッサン!」（君は孤児じゃない!）の保護者会議議長に就任し、2004年には子供の医療やカウンセリングを行い社会適応を促進するための国立センターを設立した。

## 事業活動
ローラの経営する企業アブ・サフィー・ヌールは中国からの輸入を専門とし、日収25万ドル以上の利益を得ていると報じられているが、その事業の大半は夫のティムールが取り仕切っていると言われている。
2011年、スイスのビーラム誌が「チラエフ家が10億ドルの資産を所有している」と報じると「事実と異なる」として抗議した。

## 家族関係
2002年8月、ハーバード大学出身の実業家ティムール・チラエフと結婚し、1男2女をもうけた。
2013年、姉のグリナラと12年間会っていないことを告白した。ローラはBBCのインタビューで、「私たちの間には家族や友人といった関係はありません。私たちは完全に他人です」と答えている。